# Alakai Wilderness Preserve
Le Alakai Wilderness Preserve, plus connu sous le nom de marais d'Alakai, est une forêt humide de montagne sur l'île hawaïenne de Kauai. Bien que la réserve abrite des tourbières alpines, ce n'est pas un véritable marais . La réserve, d'une surface de 36 km², est située sur un plateau près du mont Waialeale, l'un des endroits les plus humides sur la Terre. 

## Description
Les 5,6 km du sentier du marais d'Alakai est souvent occulté dans les nuages, et est l'un des rares endroits sur Kauai où l'on peut marcher à travers eux. Ce sentier est accessible par le sentier Vista Pihea, qui est relié à la route du Waimea Canyon. En raison des précipitations enregistrées ici, des nids-de-poule se forment et la route est souvent fermée. La fin de ce sentier surplombe la baie de Hanalei au loin et il est possible de voir plusieurs chutes d'eau depuis le belvédère. 
Parmi les 48 espèces menacées endémiques de Kaua’i, 21 ne se trouvent que dans l’écosystème humide montagnard comprenant le marais d’Alaka’i et le sommet du mont Waiʻaleʻale.

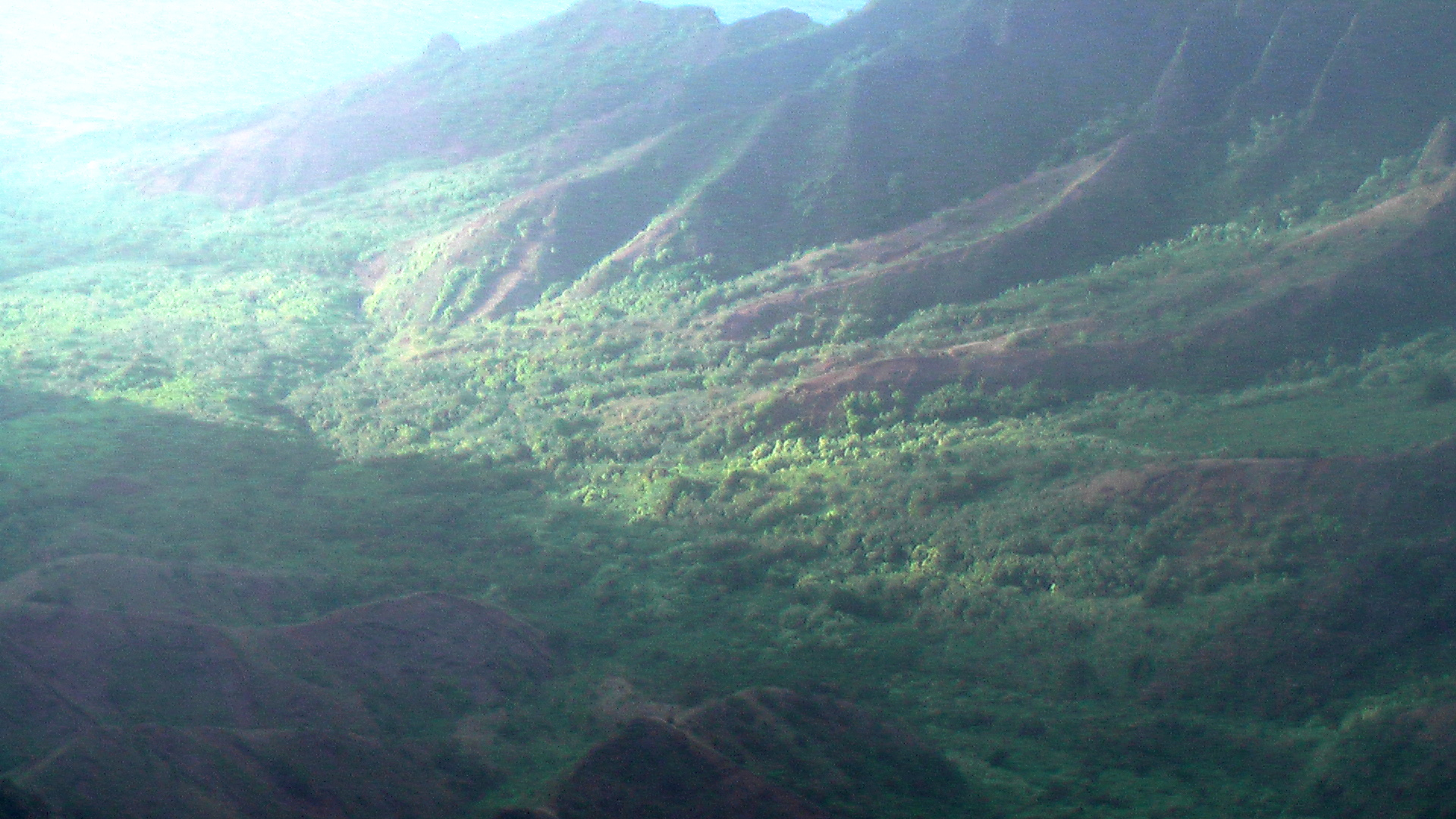
Marais d'Alakai
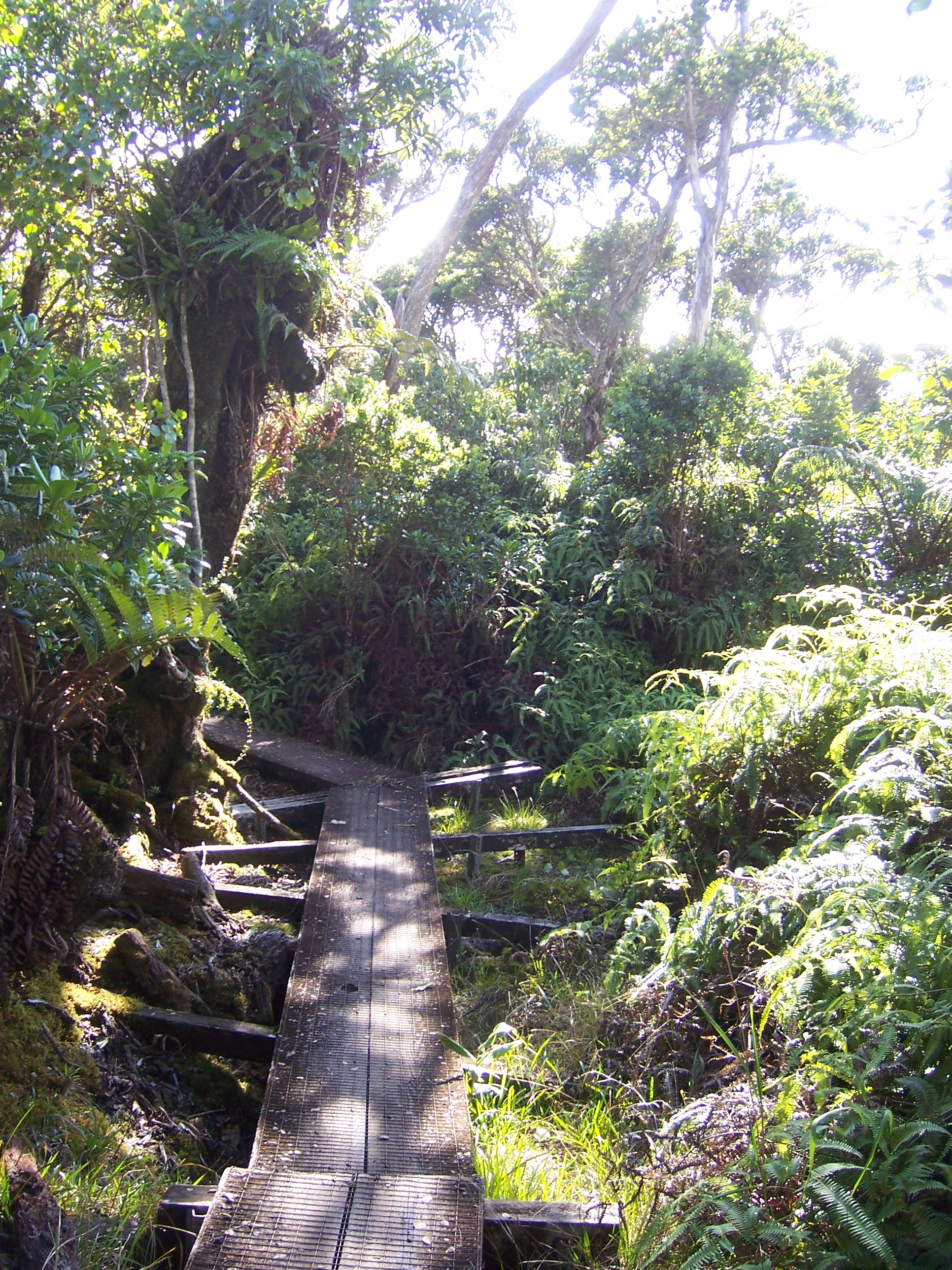
Sentier
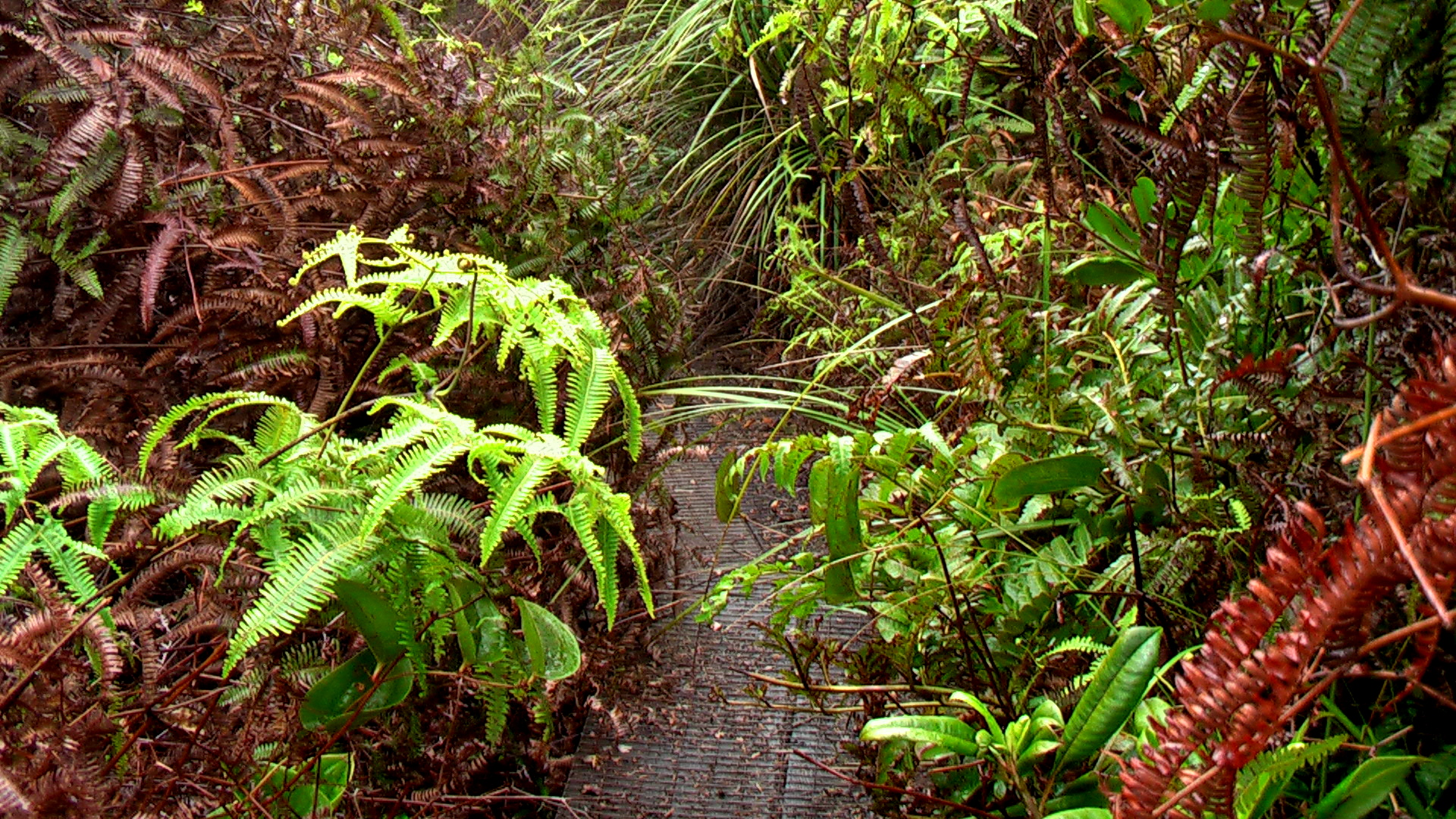
Marais
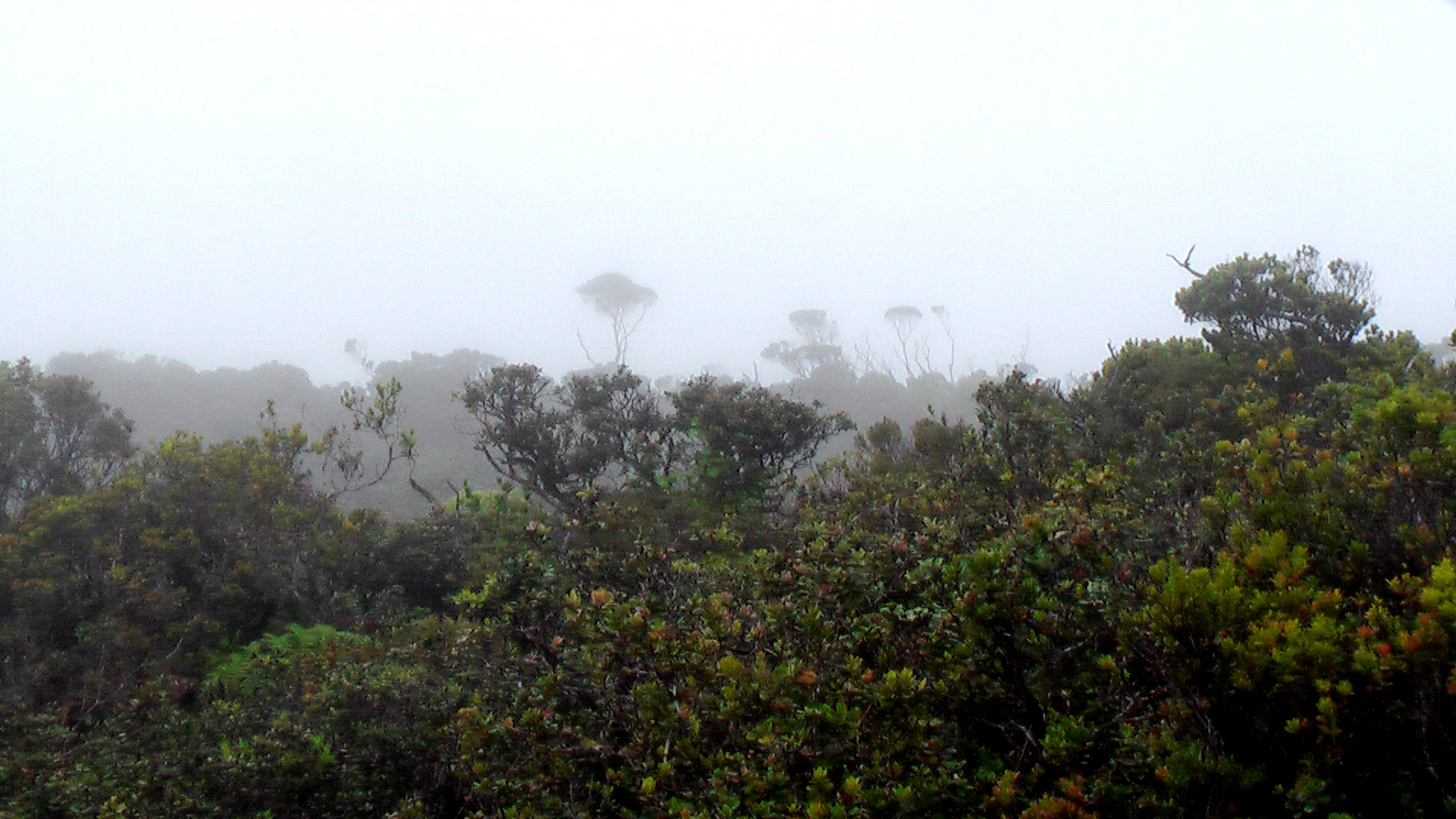
Forêt humide